# Artemisia forrestii
Artemisia forrestii — вид квіткових рослин з родини айстрових (Asteraceae). Поширення: Китай (Юньнань). Населяє схили, пустирі; 2200–3800 метрів.

## Біоморфологічна характеристика
Це напівкущик заввишки 50–75 см, кореневищний, густо-сіро запушений. Нижнє та середнє стеблове листя ± сидяче; листова пластинка яйцеподібна, 2–4 × 1.5–3 см, перисторозсічена; сегменти 2 пари, лінійно-ланцетні, 15–20 × 1–1.5(2) мм. Найбільш верхнє листя 3–5-роздільне; листоподібні приквітки 3-роздільні або цілісні. Синцвіття — вузька волоть, гілки дуже короткі, до 5 мм, іноді розгалужуються від нижніх вузлів, утворюючи велику волоть. Обгортка майже куляста, 2–2.5 мм у діаметрі. Крайових жіночих квіточок 2 або 3. Дискових квіточок 4–8, чоловічі. Сім'янки дрібні. Цвітіння та плодіння: вересень — листопад.